# Supercopa Russa de Voleibol Masculino de 2020
A Supercopa Russa de Voleibol Masculino de 2020 foi a 13.ª edição deste torneio organizado anualmente pela Federação Russa de Voleibol (em russo:  Всероссийская федерация волейбола, VFV). A competição ocorreu na cidade de Novosibirsk e participaram do torneio a equipe campeã do Campeonato Russo de 2019-20 e da Copa da Rússia de 2019.
O Zenit Kazan se sagrou campeão pela oitava vez da competição ao derrotar o Lokomotiv Novosibirsk por 3 sets a 2./

## Formato da disputa
O torneio foi disputado em partida única, válida pela segunda rodada da Superliga Russa de 2020-21.

## Equipes participantes
| Equipe                | Cidade      | Qualificação                          | Última participação |
| --------------------- | ----------- | ------------------------------------- | ------------------- |
| Zenit Kazan           | Cazã        | Campeão da Copa da Rússia de 2019     | 2019                |
| Lokomotiv Novosibirsk | Novosibirsk | Campeão da Superliga Russa de 2019-20 | 2012                |

## Resultado
| Data  | Hora  |                       | Placar |             | Set 1 | Set 2 | Set 3 | Set 4 | Set 5 | Total   | Relatório |
| ----- | ----- | --------------------- | ------ | ----------- | ----- | ----- | ----- | ----- | ----- | ------- | --------- |
| 3 out | 13:30 | Lokomotiv Novosibirsk | 2–3    | Zenit Kazan | 18–25 | 25–22 | 23–25 | 25–23 | 9–15  | 100–110 | Relatório |

## Premiação
| Supercopa Russa de 2020         |
| ------------------------------- |
| Zenit Kazan Campeão (8° título) |